# Dumitru Antonescu
Pour les articles homonymes, voir Antonescu.
Dumitru Antonescu, né le 25 mars 1945 à Constanța et mort le 25 avril 2016 à Bucarest, est un footballeur international roumain qui évolue au poste de défenseur.

## Biographie

### En club
Dumitru Antonescu joue 390 matchs en première division roumaine avec le club du Farul Constanța, inscrivant 12 buts. Il inscrit sept buts lors de la saison 1976-1977, ce qui constitue sa meilleure performance.
Avec le Farul Constanța, il se classe quatrième du championnat à deux reprises, en 1967 et 1974.

### En équipe nationale
Dumitru Antonescu reçoit 13 sélections en équipe de Roumanie entre 1972 et 1974.
Il joue son premier match en équipe nationale le 29 octobre 1972, contre l'Albanie (victoire 2-0 à Bucarest). Il joue son dernier match le 13 octobre 1974, contre le Danemark (0-0 à Copenhague).
Il dispute cinq matchs rentrant dans le cadre des éliminatoires du mondial 1974, et un match rentrant dans le cadre des éliminatoires de l'Euro 1976.

## Palmarès
- FC Constanța
  - Championnat de Roumanie D2
    - Champion : 1981